# Janež (priimek)
Janež je priimek v Sloveniji, ki ga je po podatkih Statističnega urada Republike Slovenije na dan 1. januarja 2010 uporabljalo 299 oseb.

## Znani nosilci priimka
- Andrej Janež (*1971), zdravnik endokrinolog/diabetolog, prof. MF
- Dominik Janež (1865—1946), duhovnik
- (Ivan) Ferdinand Janež (1886—1962), jugoslovanski general (VKJ)
- Franc Janež (*1935), gozdar
- Herman Janež (*1935), poveljnik TO Ljubljana-Šiška, interniranec, publicist
- Janez Janež - "doktor Fan" (1913—1990), zdravnik kirurg, laiški misijonar na Tajvanu
- Janez Janež ml. (1945—1992), zdravnik urolog
- Janko Janež, zdravnik kirurg
- Jože Janež (*1958), pesnik in kritik (Idrija) (=geolog?)
- Karel Janež (1914—2006), telovadec
- Ludvik Janež (*1949), ljudski pripovednik, folklornik (zbiralec ljudskih pripovedi) iz Čadrga
- Stanko Janež (1912—2000), literarni zgodovinar, kritik, publicist in prevajalec
- Staš Janež, mojster zvoka